# إليزابيث واثوتي
إليزابيث وانجيرو واتوتي (من مواليد 1 أغسطس 1995) ناشطة كينية في مجال البيئة والمناخ وعملت على تأسيس مبادرة الجيل الأخضر ، التي ترعى الشباب ليحبوا الطبيعة ويكونوا واعين بالبيئة في سن مبكرة وقد زرعت الآن 30000 شتلة من الأشجار في كينيا.
في عام 2019 ، حصلت على جائزة شخصية العام في إفريقيا الخضراء من مؤسسة Twelve Foundation وتم اختيارها كواحدة من أكثر 100 شاب أفريقي تأثيرًا من خلال جوائز الشباب الأفريقي.

## التعليم
تخرجت واثوتي من جامعة كينياتا بدرجة البكالوريوس في الدراسات البيئية وتنمية المجتمع.

## الطفولة المبكرة والنشاط البيئي
نشأت واثوتي في مقاطعة نيري، التي تشتهر بوجود أعلى غطاء غابات في كينيا. لقد زرعت شجرتها الأولى في سن السابعة وواصلت إنشاء نادي بيئي في مدرستها الثانوية بمساعدة مدرس الجغرافيا ، الذي عرض أن يكون راعي النادي. كانت جزءًا من قيادة النادي البيئي بجامعة كينياتا (KUNEC) حيث تمكنت من إجراء العديد من الأنشطة ؛ مثل غرس الأشجار والتنظيف والتعليم البيئي ؛ كل ذلك مع زيادة الوعي بالتحديات البيئية العالمية مثل تغير المناخ.
في عام 2016 ، أسست مبادرة الجيل الأخضر ، مع التركيز على رعاية المزيد من الشباب المتحمسين للبيئة ، والتعليم البيئي والمناخي العملي ، وبناء المرونة في مواجهة تغير المناخ ، وتخضير المدارس. تم عرض مقطع الفيديو الخاص بها «الغابة جزء مني» في المنتدى العالمي للمناظر الطبيعية (GLF) كجزء من سلسلة حول أصوات الشباب في المناظر الطبيعية.
وحصلت على جائزة منحة وانجاري ماثاي تقديراً لشغفها المتميز والتزامها بالحفاظ على البيئة. واثوتي هي أيضًا عضو كامل العضوية في حركة الحزام الأخضر ، التي أسسها البروفيسور الراحل وانجاري ماثاي الذي يعد نموذجًا يحتذى به. وكان مصدر إلهام وتأثير كبير لواثوتي.
وفي عام 2019 في اليوم العالمي للشباب ، تم تكريمها من قبل دوق ودوقة ساسكس على صفحتهم على الانستغرام لعملها في الحفاظ على البيئة. وظهرت أيضًا على موقع Queen’s Commonwealth Trust الإلكتروني. وفي العام نفسه ، ظهرت إلى جانب فانيسا ناكاتي وأولادوسو أدينيك من قبل منظمة السلام الأخضر كواحدة من ثلاثة ناشطين من الشباب السود في إفريقيا يحاولون إنقاذ العالم.

## الجوائز وشهادات التقدير
- جائزة وانغاري ماثاي الرابعة للمنح الدراسية لعام 2016.
- جائزة أبطال شباب المناخ من الصندوق الأخضر للمناخ لعام 2019.
- جائزة شخصية أفريقيا الخضراء لعام 2019 من مؤسسة .
- 100 من الشباب الأفريقي الأكثر تأثيراً من قبل جوائز الشباب الأفريقي.
- جائزة ديانا الدولية (2019).
- أبطال الأمم المتحدة الشباب من أبطال الأرض النهائي الإقليمي لأفريقيا (2019).
- الاحتفال باليوم العالمي للشباب لعام 2019 من قبل دوق ودوقة ساسكس.
- رابطة المدونين في كينيا - جوائز BAKE (2018) لأفضل مدونة بيئية